# 25298 Fionapaine
25298 Fionapaine este un asteroid din centura principală de asteroizi.

## Descriere
25298 Fionapaine este un asteroid din centura principală de asteroizi. A fost descoperit pe 18 noiembrie 1998 la Socorro, New Mexico, în cadrul proiectului LINEAR. Asteroidul prezintă o orbită caracterizată de o semiaxă mare de 2,91 ua, o excentricitate de 0,05 și o înclinație de 2,9° în raport cu ecliptica.